# Servei Patriòtic Liechtensteinès
El Servei Patriòtic Liechtensteinès (LHD, en alemany Liechtensteiner Heimatdienst) va ser un moviment polític que es va oposar a la partitocràcia i va defensar la transformació de Liechtenstein en un estat corporatiu. Durant el temps de la seva existència, però, el LHD va romandre relativament infructuós i només va poder guanyar-se el favor d'una petita part de la població.

## Història
El Servei Patriòtic Liechtensteinès va ser fundat a Vaduz el 1r d'octubre de 1933 i va estar inspirat en part pel Servei Patriòtic Austríac i la Heimwehr. Les idees d'estat corporatiu que van sorgir a Vorarlberg i a tota Àustria als anys trenta també van tenir un impacte a Liechtenstein. Ja a finals de 1933, el president del partit Eugen Schafhauser, que havia estat un dels fundadors del Servei Patriòtic Liechtensteinès, i diversos dels 15 membres fundadors van abandonar el Servei Patriòtic, ja que cada cop hi eren més recurrents les idees nacionalsocialistes i antisemites. Tot i que el Servei Patriòtic es va inspirar en les organitzacions del Vorarlberg i en va adoptar algunes idees, tenia més en comú amb el Frontenbewegung suís.
El dia 9 de desembre de 1934, els partidaris del Servei Patriòtic van fer una gran manifestació a Vaduz, exigint la dimissió del govern i noves eleccions.
A principis de 1935, el Servei Patriòtic va començar a col·laborar amb el Partit Popular Social Cristià (VP). Com a «oposició nacional» van intentar substituir l'anterior procediment majoritari a les eleccions estatals per la representació proporcional. El 5 de gener de 1936, el Servei d'Interior es va fusionar amb el Partit Popular, que tenia molt més afiliats, per formar la Unió Patriòtica (VU). Mentre que alguns antics membres dirigents del Servei Patriòtic, com Otto Schaedler o Alois Vogt, van aconseguir ocupar posicions importants en el partit recentment format, les opinions polítiques del Servei Patriòtic no hi van prevaldre. El programa de la Unió Patriòtica es basava en gran part en el Partit Popular.
Alguns exmembres decebuts del Servei Patriòtic es van convertir més tard en actius en el Moviment Nacional Alemany a Liechtenstein.

## Organització
Fundat originalment per 15 homes, el Servei Patriòtic va arribar a tenir fins a 300 membres durant la seva existència. Uns 200 d'ells pertanyien a la Sturmtrupp, una organització juvenil que existia dins el Servei Patriòtic. En termes de gestos i simbolisme, la Sturmtruppe es basava en la Sturmabteilung (SA) del NSDAP.
A partir del 14 d'octubre de 1933, dues setmanes després de la seva fundació, fins al 1935, el Servei Patriòtic va publicar el seu propi diari que apareixia cada una o dues setmanes anomenat Liechtensteiner Heimatdienst. Stimme für heimische Wirtschaft, Kultur und Volkstum. Aquest diari es va fusionar amb el Liechtensteiner Nachrichten del Partit Social Cristià, el gener de 1936 i a partir d'aquest es va fundar el diari Liechtensteiner Vaterland, que encara apareix avui.

## Valoració històrica
El desencant amb el partit dels anys trenta, desencadenat entre altres coses pel desacord entre els partits existents, l'afer de les Caixes d'Estalvis i la situació econòmica generalment deficient, i les idees polítiques provinents de l'estranger es consideren el punt de partida per a la fundació del Servei Patriòtic. Els polítics del VP van culpar la reforma electoral de 1932, que creien que era una llei electoral que era molt desavantatjosa per l'aparició del Servei Patriòtic Liechtensteinès.
El Servei Patriòtic va ampliar el panorama polític de Liechtenstein, que anteriorment estava format per dos partits. A més, com a segon partit de l'oposició i el seu rebuig a l'ordre establert, va provocar força malestar polític. A través de la seva cooperació i posterior associació amb el Partit Popular, va canviar permanentment el panorama polític. Al mateix temps, el Servei Patriòtic no va aconseguir redissenyar la societat i el sistema polític com desitjava, ja que els partits que hi havia des del 1918 ja estaven massa arrelats a la població. Més aviat, el Servei Patriòtic, a diferència de la divisió local de l'NSDAP a Liechtenstein fundat el juny de 1933, va ser la primera expressió d'un autèntic moviment de Liechtenstein que més tard va continuar en el Moviment Nacional Alemany a Liechtenstein.